# 布鲁塞尔首都区
布鲁塞尔首都区（法語：Arrondissement de Bruxelles-Capitale）是比利时布鲁塞尔首都大区下轄唯一的区，因此其与首都大區的管轄範圍相同。该区辖有19个市镇，面积161.38平方千米，人口1219970人（2021年1月1日）。
1963年，布鲁塞尔区拆分为布鲁塞尔首都区和哈勒-维尔福德区，后者将布鲁塞尔首都区包围。1995年之前，此二区同尼韦勒区和魯汶區属于布拉班特省，1995年，布拉班特省也一分为二，法语的尼韦勒区组成了瓦隆布拉班特省，荷兰语为主的哈勒-维尔福德区和鲁汶区组成了弗拉芒布拉班特省，而布鲁塞尔首都区既不是一个省，也不属于任何省，且也不包含任何省。